# اچ‌ام‌اس فارنبورو
اچ‌ام‌اس فارنبورو (به انگلیسی: HMS Farnborough) یک کشتی بود. این کشتی در سال ۱۹۰۴ ساخته شد.